# Hemichromis lifalili
Hemichromis lifalili è un pesce d'acqua dolce appartenente alla famiglia Cichlidae, sottofamiglia Pseudocrenilabrinae

## Distribuzione e habitat
Questa specie è diffusa in Africa occidentale, nel fiume Congo e in un suo affluente settentrionale, l'Ubangi, nel Congo. Predilige particolarmente corsi d'acqua che scorrono nella foresta e laghi ben ossigenati.

## Descrizione
Come le altre specie del genere presenta una forma allungata, compressa ai fianchi, ma con aspetto robusto e tozzo. In tutti e due i sessi, oltre ad una calda colorazione marrone sulla testa e sulla nuca, il corpo si presenta molto colorato di rosso-arancio e rosso vivo. Nel periodo dell'accoppiamento quasi tutto il corpo è rosso lacca. Inoltre, questi pesci hanno una grossa macchia scura sull'opercolo branchiale, ornata in parte da un contorno dorato. Il peduncolo caudale non presenta alcun segno particolare. Soltanto al centro del corpo, su entrambi i fianchi, spicca una grossa macchia scura. Su tutto il corpo, la testa e le pinne, sono ben evidenti numerose file di puntini celesti luminosi. 

I maschi raggiungono una lunghezza di 10 cm, le femmine restano leggermente più piccole.

## Riproduzione
Di solito la femmina depone le uova su di un sasso ed il maschio le feconda immediatamente. Dopo 38 ore, nell'uovo si possono già osservare i primi segni di vita: l'embrione pompa il liquido embrionale, che è ben visibile attraverso la membrana vitellina. Ad una temperatura di 25,5 °C, la schiusa avviene dopo 50 ore. Dopo cinque giorni e mezzo, gli avannotti nuotano liberamente e vengono guidati da entrambi i riproduttori, ma principalmente dalla femmina. Il maschio si occupa prevalentemente della difesa del territorio, che si allarga sempre di più con la crescita degli avannotti ed il conseguente sciamare degli stessi. Durante questo periodo, l'acquario deve essere di dimensioni tali e così riccamente arredato con piante, che gli altri pesci possano appartarsi e, se necessario, anche nascondersi.

## Alimentazione
Si ciba prevalentemente di piccoli pesci e insetti.

## Acquariofilia
Come il più comune e congenere H. bimaculatus è diffuso commercialmente per l'allevamento in acquario. La riproduzione è piuttosto semplice e avviene facilmente in cattività.